# Марьяновка (Ширяевский район)
Марья́новка (укр. Мар'янівка) — село, относится к Ширяевскому району Одесской области Украины.
Население по переписи 2001 года составляло 1171 человек. Почтовый индекс — 66814. Телефонный код — 4858. Занимает площадь 4,12 км². Код КОАТУУ — 5125482501.

## Известные уроженцы
- Герой Советского Союза Леонид Фёдорович Лавренюк (1924—1945)

Памятник Герою в центре села.

## Местный совет
66814, Одесская обл., Ширяевский р-н, с. Марьяновка, ул. Ленина, 8